# Radu Petru Șerban
Radu Petru Șerban (n. 17 decembrie 1951, Ungheni, județul Mureș, Republica Populară Română) este român, doctor în economie în cadrul Academiei de Studii Economice, totodată îndeplinind mai multe funcții atât în cadrul Ministerului Afacerilor Externe cât și în cadrul altor ministere și instituții. De asemenea, activitatea sa include o vastă listă de publicații profesionale și literare, bazate pe inclinația artistică spre poezie, cu precădere haiku. 
Este membru al Societății Române de Haiku, societate înființată in martie 1991. 
De menționat este și faptul că bunicul său matern, Matei Morușca, a fost deputat în Marea Adunare Națională din 1918, iar fratele acestuia, Policarp Morușca, primul episcop al românilor din America.

## Educație / Studii
- 2007 - „Geopolitica Mării Negre” - Curs la distanță IDR (Institutul Diplomatic Român)
- 2003 - „Global Security Issues” - Georgetown University SUA
- 1995 - 2000  - Doctorat în economie, Academia de Studii Economice / Fac. REI Arhivat în 26 februarie 2021, la Wayback Machine.
- 1971 - 1975  - Academia de Studii Economice, Relații Economice Internaționale

## Grade înMinisterul Afacerilor Externe
- 2012-2016 - Ambasador
- 2007-2012 - Ministru plenipotențiar

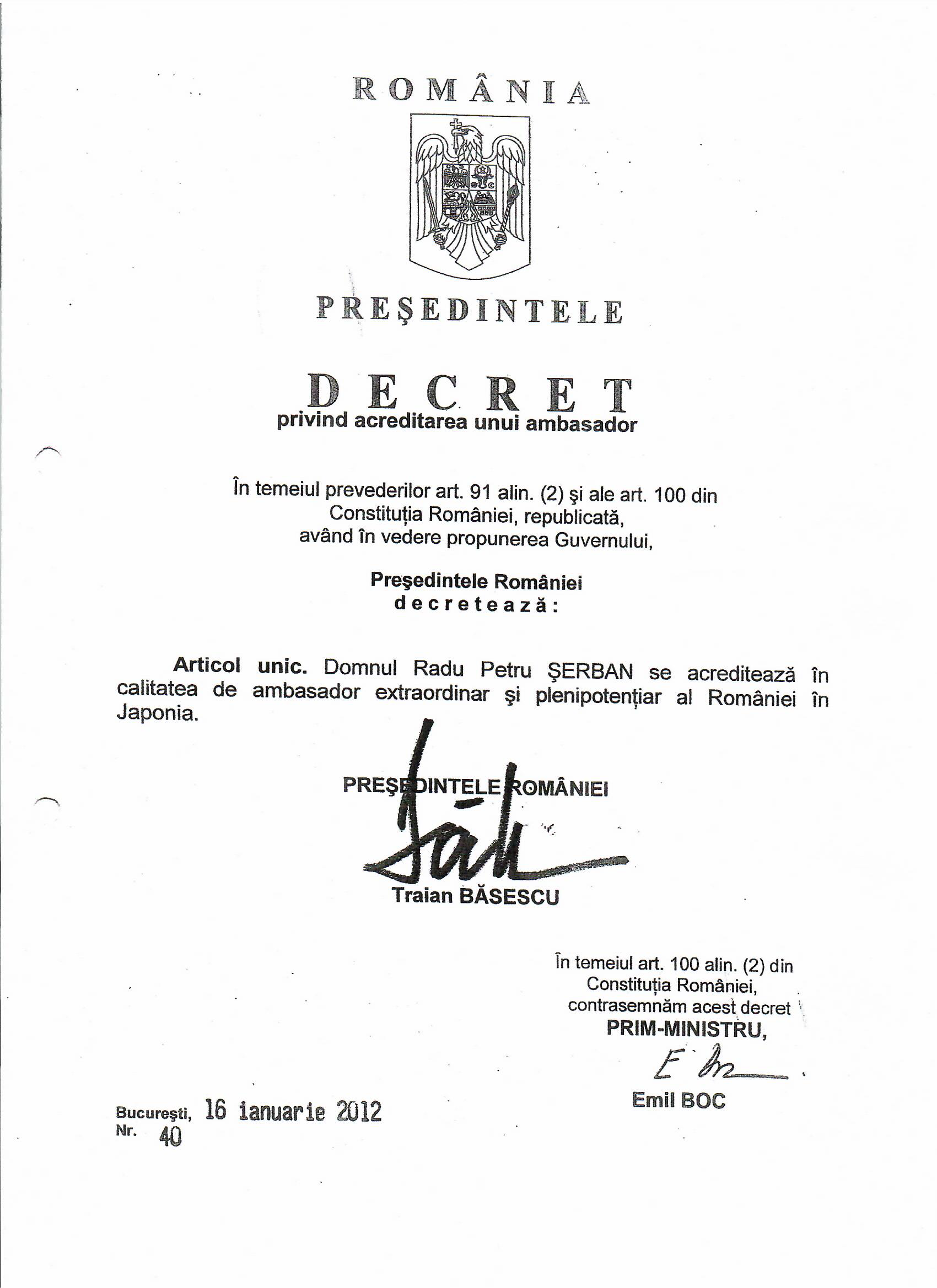
Decretul prezidențial de numire a lui Radu Petru Șerban ca ambasador în Japonia

- 2002-2007 - Ministru consilier

## Experiență profesională înMinisterul Afacerilor Externe
- 2017-2019 - Consilier relații în Corpul de Control și Ev. Dipl.
- 2016-2017 - Ministru plenipotențiar, Director General în UPEM Comisar Expo „Astana”[1]
- 2012-2016 - Ministru plenipotențiar, Ambasador în Ambasada României la Tokyo[2][3]
- 2009-2012 - Ministru plenipotențiar, Prim Colaborator în Ambasada României la Londra[4]
- 2008 - Ministru plenipotențiar, Director în Direcția Diplomație Economică [5]
- 2003-2007 - Ministru consilier, Prim Colaborator în Ambasada României Bruxelles[6]
- 2002-2003 - Ministru consilier, Director General în Direcția Generală Diplomație Economică[7]

## Experiență profesională didactică
- 2003, 2008, 2017-2020 - Lector la Academia Diplomatică și Institutul Diplomatic Român, cursuri de Diplomație Economică și Etică Diplomatică
- 2016 -2020 - Lector la Centrul de Instruire a Personalului Consular.

## Experiență profesională în afaraMinisterului Afacerilor Externe
- 1998-2002 - Ministru consilier - Misiunea României pe lîngă UE, Bruxelles[8]
- 1997-1998 - Director - Ministerul Comerțului[9]
- 1993-1998 - Consilier economic - Ambasada României Stockholm[10]
- 1990-1993 - Consilier, dir. adj., director general - Ministerul Economiei și Comerțului[11]
- 1988-1990 - Economist - Ministerul Comerțului Exterior[12]
- 1982-1988 - Secretar economic - Ambasada României Budapesta[13] și Varșovia[14]
- 1979-1981 - Economist - Ministerul Comerțului Exterior[12]
- 1975-1979 - Economist - Uzinexportimport.

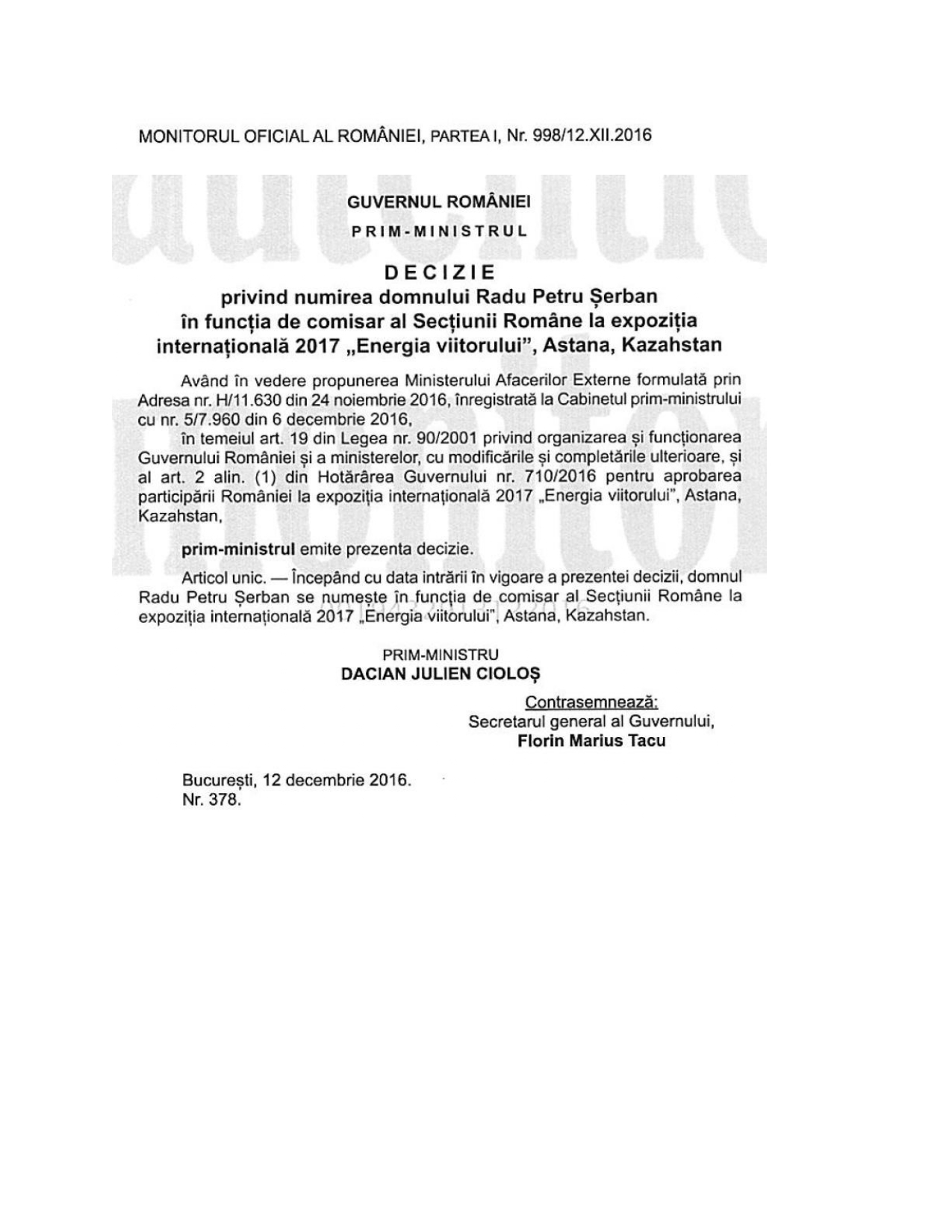
Decizie Prim Ministru numire Radu Petru Serban comisar Expo energia viitorului 2016

## Lucrări publicate
- Dicționar de comerț (485 pgs.), coautor, Ed. Caraiman, București, ISBN 973-96491-8-1, (2002)
- Extinderea Uniunii Europene (442 pgs.), Ed. Tribuna Economică, București, ISBN 973-688-033-6, (2004)
- Europa pe care o iubesc (357 pgs.), Ed. Tribuna Economică, București,  ISBN (10) 973-688-045-1; ISBN (13) 978-973-688-045-2, (2006)
- România în Uniunea Europeană (320 pgs.), Ed. Tribuna Economică, București, ISBN 978-973-688-048-3, (2007)
- Prea Sfințitul Policarp – amintiri despre Unchiul Pompei (371 pgs.), Ed. Dareco, București, ISBN 978-973-7983-90-9, (2007)
- Arc spre mileniul trei (366 pgs.), Ed. Dareco, București ISBN (973-7983-91-2); ISBN 978-973-7983-91-6, (2008)
- Zidire sufletească – vol. I (717 pgs.), Ed. Dacia, Cluj, ISBN 978-973-8099-19-7, (2009)
- Diplomație economică europeană[15] (328 pgs.), Ed. Tribuna Economică, București, ISBN 978-973-688-152-7, (2009)
- European Economic Integration (307 pgs.), Ed. Dacia, Cluj, ISBN 978-606-8256-61-0, (2010)
- Sub semnul dragostei (75 pgs.), Ed. Andreiana Arhivat în 20 februarie 2021, la Wayback Machine., Sibiu, ISBN 978-606-8106-16-8, (2010)
- Recesiunea economică – Vitraliu european (288 pgs.), Ed. Tribuna Economică, București, ISBN 978-973-688-194-7, (2011)
- Marea Britanie – o economie europeană (264 pgs.), Ed. Tribuna Economică, București, ISBN 978-973-688-226-5, (2012)
- Haiku – balsam sufletesc[16] (95 pgs.), Ed. Ecou Transilvan, Cluj, ISBN 978-606-8438-06-1, (2012)
- Stare de haiku[17] (89 pgs.), Ed. Ecou Transilvan, Cluj, ISBN 978-606-8438-99-3, (2013)
- UK at the Centre of the European Economy[18] (326 pgs.), Ed. Ecou Transilvan, Cluj, ISBN 978-973-8099-28-9, (2013)
- Haiku - Fereastra armoniilor – 1001 de poeme scurte [19](170 pgs.), Ed. Ecou Transilvan, Cluj, ISBN 978-606-8438-95-1, (2014)
- Ambassadorial haiku[20] (64 pgs.), engleză, Ed. Ecou Transilvan, Cluj, ISBN 978-973-8099-96-8, (2014)
- Zidire sufletească – vol.II[21] (274 pgs.), coautor, Ed. Ecou Transilvan, Cluj, ISBN 978-973-8099-21-0, (2014)
- Mai aproape de cer , Closer to the sky, Sora e Ayumu[22], (română, engleză, japoneză, 214 pgs.) Ed. Ecou Transilvan, Cluj, ISBN 978-606-730-076-5, (2015)
- Haiku in Romania [23](137 pgs.), engleză, Ed. Ecou Transilvan, Cluj, ISBN 978-606-730-132-8, (2015)

- Triptic româno – nipon – haiku[24] (128 pgs.), Ed. Ecou Transilvan, Cluj, ISBN 978-606-730-094-9, (2015)
- Triade în metrică de haiku[25] (51 pgs.), Ed. Ecou Transilvan, Cluj, ISBN 978-606-730-212-7, (2016)
- Japonia după Fukushima, o economie în refacere (270 pg), Ed. Tribuna Economică, București ISBN 978-973-688-398-9, (2016)
- Instantanee fotopoetice - haiku[26] (88 pgs.), Ed. Ecou Transilvan, Cluj, ISBN 978-606-730-311-7, (2017)
- Stația Tokyo (408 pgs.), Ed. Cartea Românească, București, ISBN 978-973-23-3255-9, (2018)
- Reflections - haiku [27](engleză, 52 pgs.), Ed. Coresi, Ed. Ecou Transilvan, ISBN 978-606-730-426-8, (2018)
- Reflections - haiku [28](engleză, 52 pgs.), Ed. Coresi, ediție electronică (ibooksquare.ro[28]), ISBN 978-606-996-259-6, (2018)
- Teme și crizanteme - Haiku [29](78 pgs.), Ed. Ecou Transilvan, Ed. ePublisher/Coresi, București, ISBN 978-606-730-524-1, (2019)
- Credențional 1918 – Triumf și resemnare[30] (166 pgs.), Ed. Vatra veche, Ed. ePublisher/Coresi, București, ISBN 978-606-9014-39-4, (2019)
- Credențional 1918 – Triumf și resemnare[31] (166 pgs.), Ed. eLiteratura, ediție electronică (ibooksquare.ro[31]), ISBN 978-606-001-257-3, (2019)
- Meditative – Haiku [32](178 pgs.), (bilingual: Romanian, English) Ed. Coresi, București, ISBN 978-606-996-504-7, (2020)
- Richard Inimă de Leu - basme [33](56 pgs.), (bilingual: Romanian, English), Ed. Coresi, București, ISBN 978-606-996-555-9, (2020)
- Tokyo Station, An Ambassador's Diary,[34] (635 pgs.), English, Ed. Coresi, București, ISBN 978-606-996-549-8, (2020)
- Români de roman în Japonia[35] (308 pgs.), Editura Coresi, București, ISBN 978-606-996-606-8, (2020)
- Famous Romanians in Japan[36] (315 pgs.), Editura Coresi, București,  ISBN 978-606-996-671-6, (2021)
- Cuget senin. Serene in Heart and Thought.[37], (274 pgs.), Editura Coresi, București,  ISBN 978-606-996-719-5, (2021)
- Serene in Heart and Thought., (267 pgs.), Editura Coresi, București,  ISBN 978-606-996-740-9, (2021)
- Războiul literelor, (30 pgs.) Editura Cartea Românească Educațional, Iași, ISBN 978-606-057-160-5 (2022)
- Împărăția lui Fuji San – coautor cu Aristotel Bunescu, (172 pgs.), Editura Cronica mureșeană, Târgu Mureș, ISBN 978-606-95393-1-6 (2022)
- Despre Haiku – Eseu, 72 haikuuri și un haibun, (135 pgs.), Editura Coresi, București, ISBN 978-606-996-884-0 (2022)
- On Haiku - An essay, 72 haiku, and 1 haibun, (100 pgs.), Editura Coresi, București, ISBN 978-606-996-886-4 (2022)
- Episcopul Policarp Morușca – Biografie, 140 de ani de la naștere (320 pgs.), Editura Coresi, București, ISBN 978-606-996-963-2 (2023)
- Trillium: suflet, minte, trup / Soul, Mind, Body, ediție bilingvă (213 pgs.), Editura Coresi, București, ISBN 978-606-996-968-7 (2023)
- Zebra timpului – haikuuri. Zebra timpului – haikuuri, (185 pgs.), Editura Coresi, București, ISBN 978-630-334-037-1 (2024)
- The Zebra of Time – Haikus (187 pgs.), Editura Coresi, București, ISBN 978-630-334-038-8 (2024).

## Distincții și afiliere
- 2022 - ”Doctor Honoris Causa al Universității "Apollonia" din Iași
- 2021 - ”Cetățean de Onoare al Municipiului Iași”
- 2021 - ”Ordinul Soarelui Răsare cu stea de aur și argint” - decoratie oferita de Majestatea Sa, Împăratul Japoniei [38]  .
- 2010 - ”Premiul de excelență pentru reprezentarea intereselor României – 10 pentru Mureș”, Institutia emițătoare - Imagine Events
- 2007 - “Personalitatea anului pentru o Românie Europeană”, Institutia emițătoare -  Fundația EUROLINK – Casa Europei, sub patronajul președinției Uniunii Europene
- 2004 - ”Laurii Tribunei Economice”,  Institutia emițătoare - Revista Tribuna Economică.

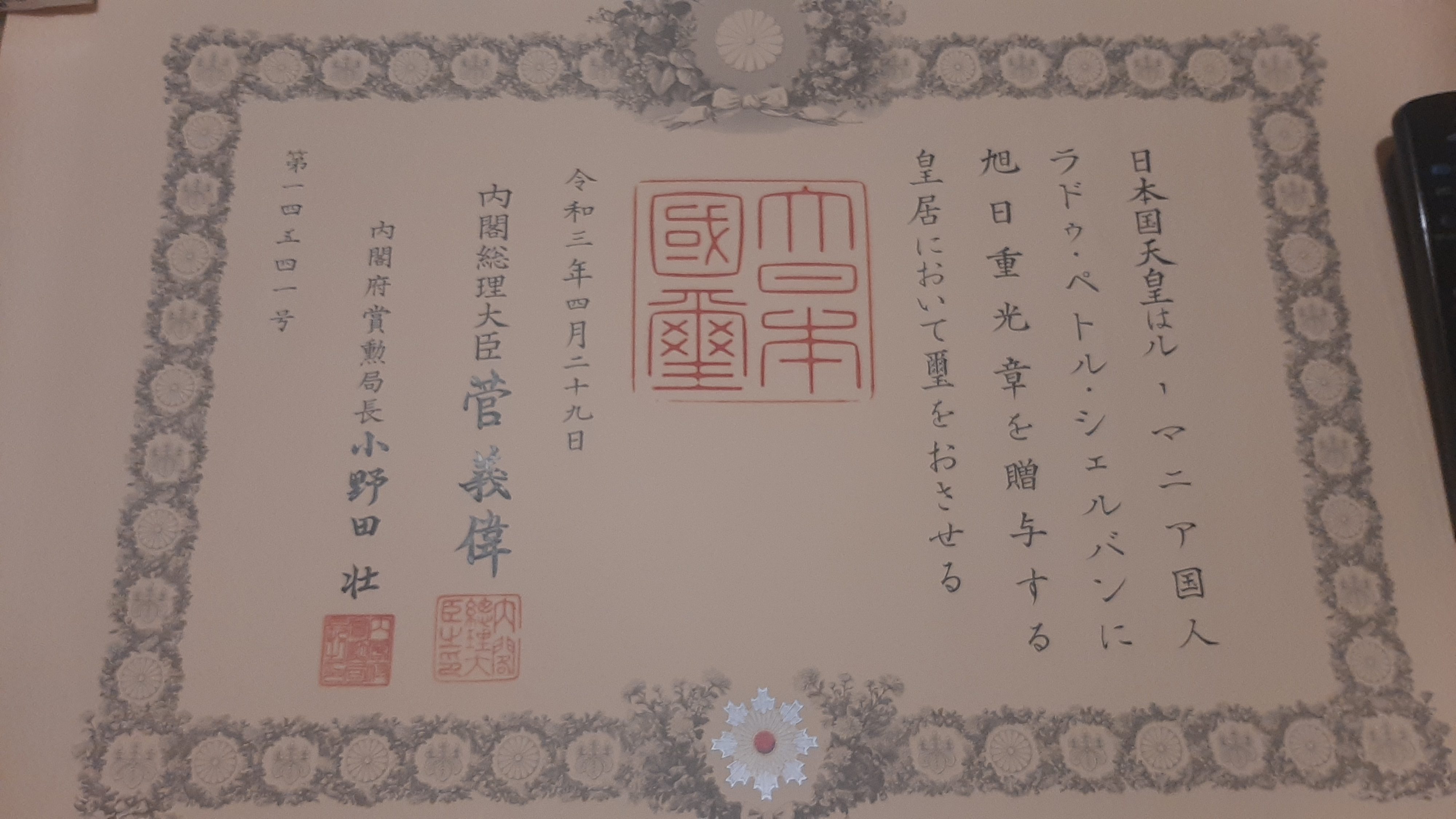
Patentă decorație
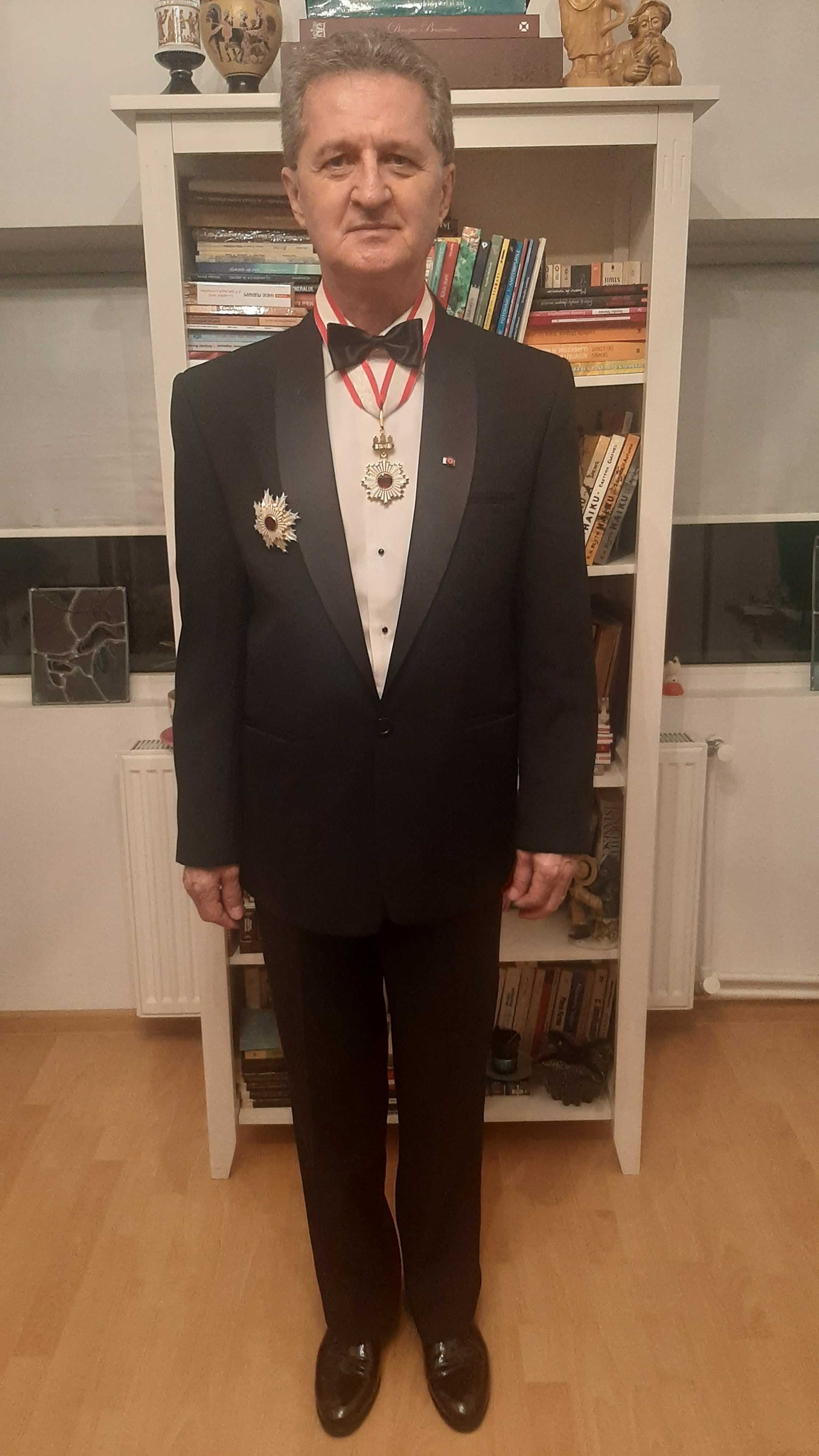
Dl Ambasador Radu-Petru Șerban - Conferirea Ordinului Soarelui Răsare, cu Stea de Aur și Argint
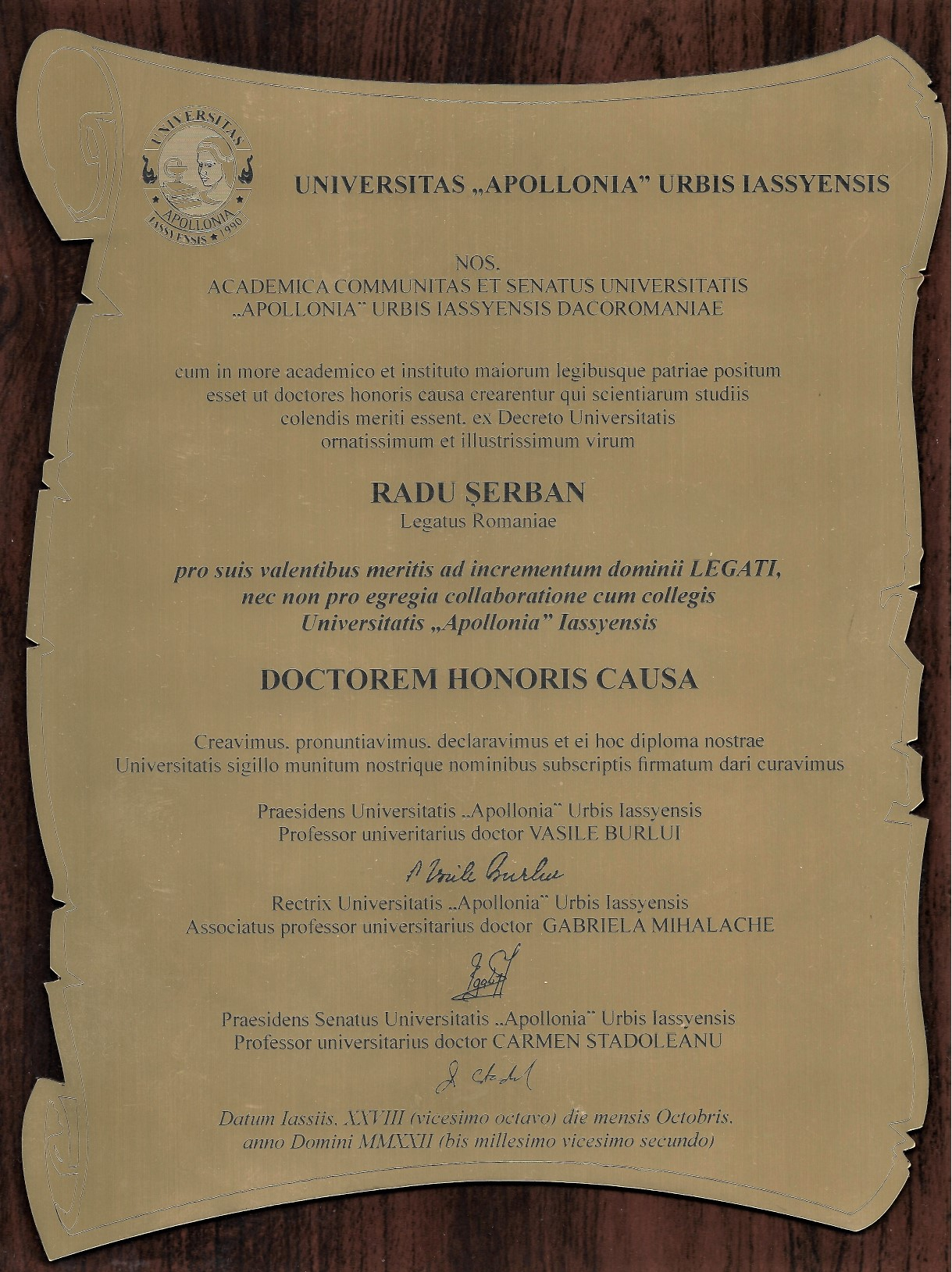
Diploma Doctor Honoris Causa Iasi 2022
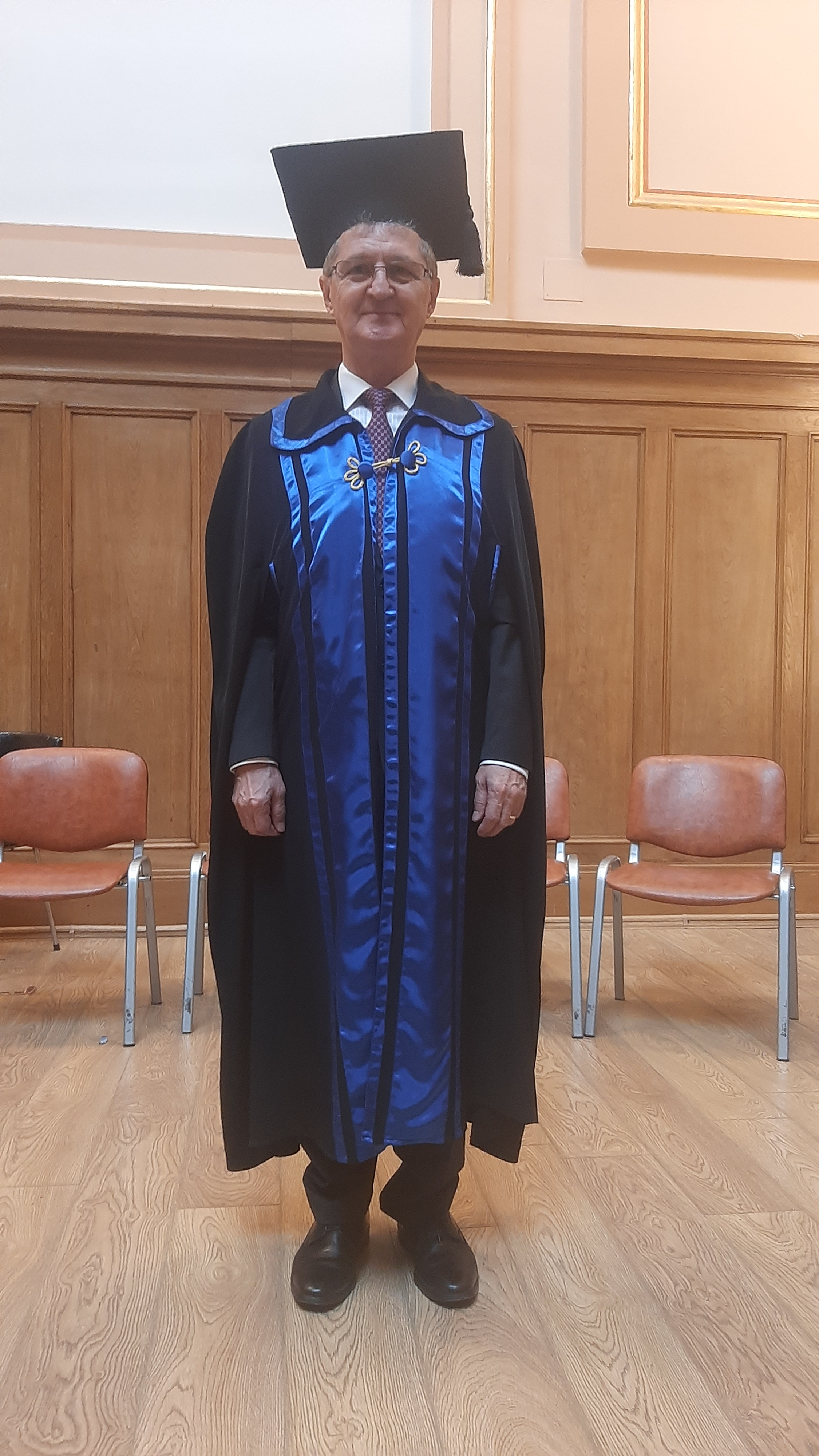
DHC RADU SERBAN
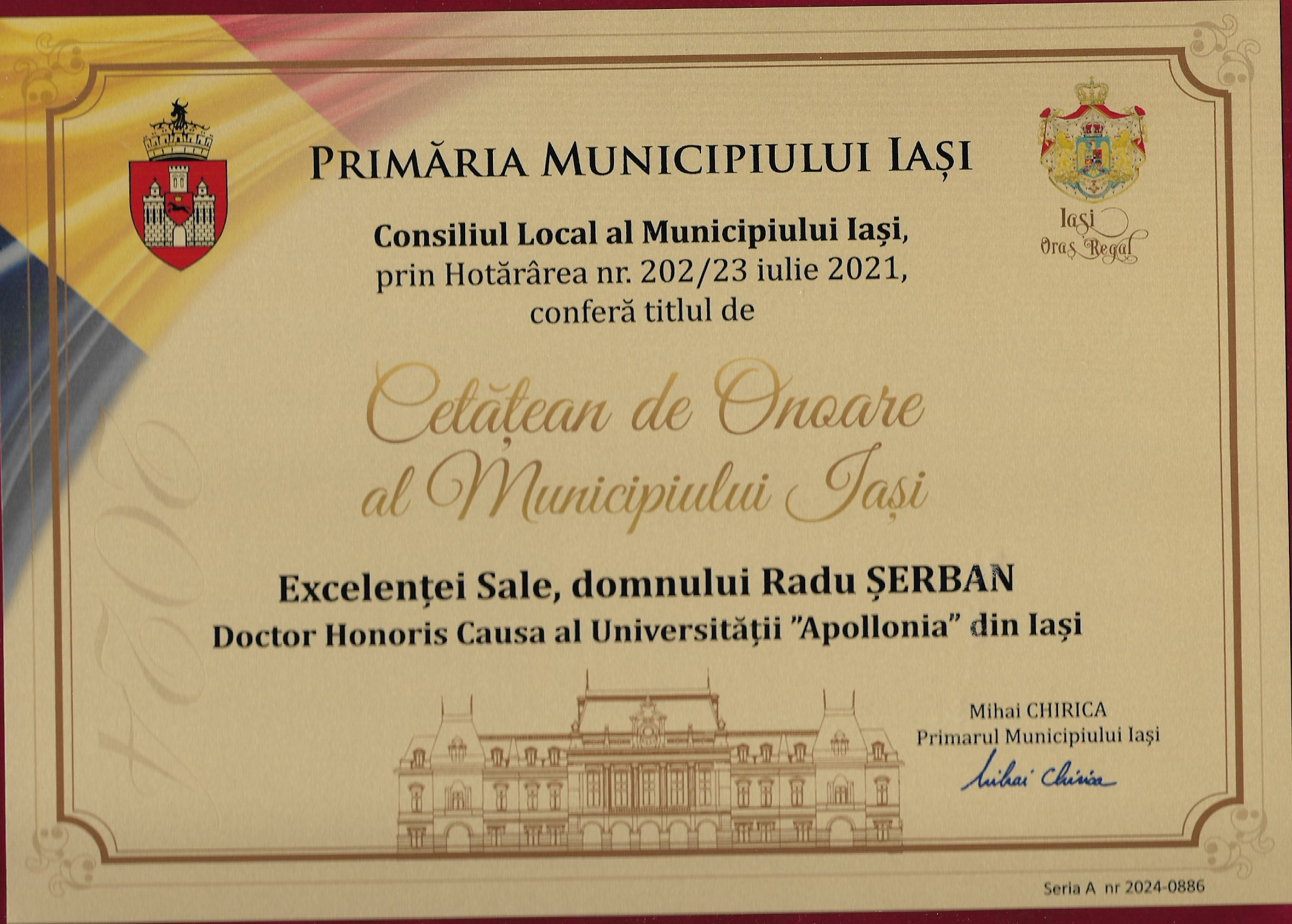
Diplomă Cetățean de Onoare al orașului Iași - Excelența Sa Radu Șerban
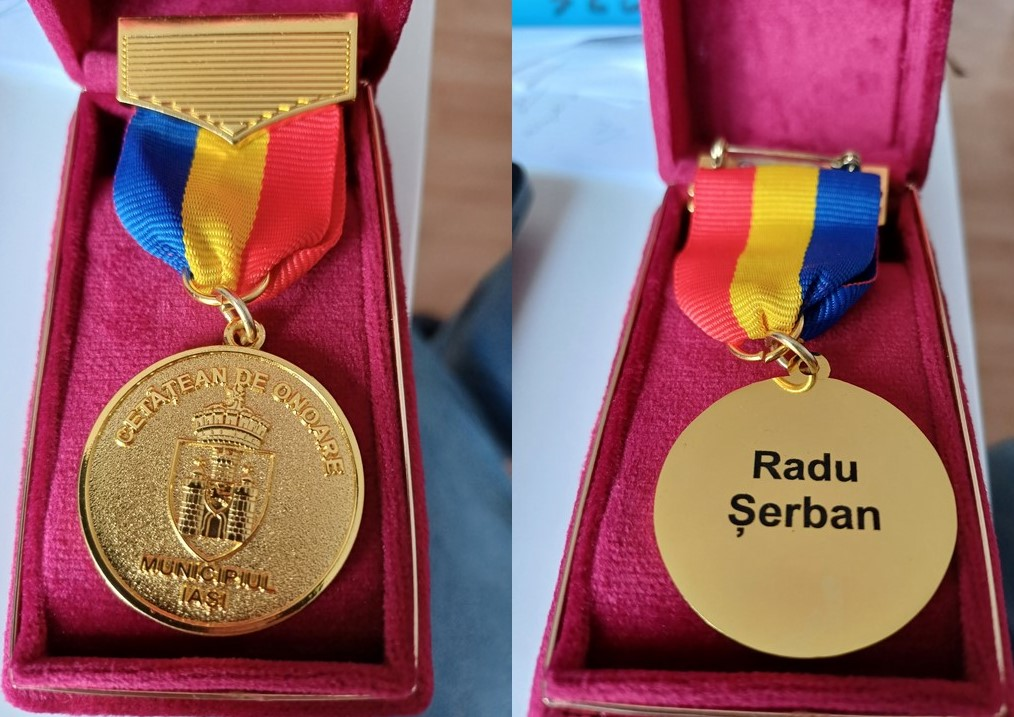
Medalie Cetățean de Onoare al orașului Iași - Excelența Sa Radu Șerban

## Afiliere
- 2021 -  Membru al British Haiku Society

## Apariții
- Financial Times - Romanian ambassador: from life under Ceausescu to sushi in Tokyo[39]
- Magna News - Radu Șerban, la confluența magică dintre cuvânt și imagine[40]
- The Haiku Foundation - Radu Șerban[41]
  1. „Haiku in Romania” de Radu Șerban[42]
  2. „Ambassadorial Haiku”, de Radu Șerban
  3. „Brâncuși in haiku metrics”, de Radu Șerban - publicație
- Photo - haiku - 77 short poems” de Radu Șerban - video
- Haiku Museum - „Foto - haiku” de Radu Șerban [43]
- Teme si Crizanteme – Lansare carte - ibooksquare.ro (Invitat special - Excelenta sa Hitoshi Noda, Ambasadorul Japoniei la Bucuresti) - video
- Cel mai înalt ordin japonez acordat unui mureșean!